# Polska Cerekiew (gemeente)
De gemeente Polska Cerekiew is een landgemeente in powiat Kędzierzyńsko-Kozielski, in Opole.
De gemeente bestaat uit dertien sołectwo.
De voor 1945 geldende Duitse naam van de gemeente, Groß Neukirch, wordt nog steeds gebruikt, omdat er in de gemeente een Duitstalige minderheid woont.
De gemeente heeft een jumelage met Rieste in de Samtgemeinde Bersenbrück in Duitsland.

## Plaatsen
- Ciężkowice
- Dzielawy
- Grzędzin
- Jaborowice
- Koza
- Ligota Mała
- Łaniec
- Mierzęcin
- Polska Cerekiew
- Połowa
- Witosławice
- Wronin
- Zakrzów